# Hippie shake
Hippie shake is de vierde single van het album Alle kleuren van de meidengroep K3. De single kwam uit op 26 februari 2001.
De hoogste positie in de Vlaamse Ultratop 50 was een 22ste plaats en in de Vlaamse Radio 2 Top 30 kwam het nummer tot een derde plaats.  In Nederland kwam de single de hitlijsten niet binnen.

## Tracklist
1. Hippie shake (2:32)
2. Hippie shake (instrumentaal) (2:32)

## Hitnoteringen

### VlaamseUltratop 50
| Hitnotering: 10-03-2001 t/m 12-05-2001 | Hitnotering: 10-03-2001 t/m 12-05-2001 | Hitnotering: 10-03-2001 t/m 12-05-2001 | Hitnotering: 10-03-2001 t/m 12-05-2001 | Hitnotering: 10-03-2001 t/m 12-05-2001 | Hitnotering: 10-03-2001 t/m 12-05-2001 | Hitnotering: 10-03-2001 t/m 12-05-2001 | Hitnotering: 10-03-2001 t/m 12-05-2001 | Hitnotering: 10-03-2001 t/m 12-05-2001 | Hitnotering: 10-03-2001 t/m 12-05-2001 | Hitnotering: 10-03-2001 t/m 12-05-2001 | Hitnotering: 10-03-2001 t/m 12-05-2001 |
| Week:                                  | 1                                      | 2                                      | 3                                      | 4                                      | 5                                      | 6                                      | 7                                      | 8                                      | 9                                      | 10                                     |                                        |
| -------------------------------------- | -------------------------------------- | -------------------------------------- | -------------------------------------- | -------------------------------------- | -------------------------------------- | -------------------------------------- | -------------------------------------- | -------------------------------------- | -------------------------------------- | -------------------------------------- | -------------------------------------- |
| Positie:                               | 32                                     | 22                                     | 22                                     | 25                                     | 27                                     | 36                                     | 35                                     | 43                                     | 48                                     | 47                                     | uit                                    |

### VlaamseRadio 2 Top 30
| Hitnotering: 17-03-2001 t/m 26-05-2001 | Hitnotering: 17-03-2001 t/m 26-05-2001 | Hitnotering: 17-03-2001 t/m 26-05-2001 | Hitnotering: 17-03-2001 t/m 26-05-2001 | Hitnotering: 17-03-2001 t/m 26-05-2001 | Hitnotering: 17-03-2001 t/m 26-05-2001 | Hitnotering: 17-03-2001 t/m 26-05-2001 | Hitnotering: 17-03-2001 t/m 26-05-2001 | Hitnotering: 17-03-2001 t/m 26-05-2001 | Hitnotering: 17-03-2001 t/m 26-05-2001 | Hitnotering: 17-03-2001 t/m 26-05-2001 | Hitnotering: 17-03-2001 t/m 26-05-2001 | Hitnotering: 17-03-2001 t/m 26-05-2001 |
| Week:                                  | 1                                      | 2                                      | 3                                      | 4                                      | 5                                      | 6                                      | 7                                      | 8                                      | 9                                      | 10                                     | 11                                     |                                        |
| -------------------------------------- | -------------------------------------- | -------------------------------------- | -------------------------------------- | -------------------------------------- | -------------------------------------- | -------------------------------------- | -------------------------------------- | -------------------------------------- | -------------------------------------- | -------------------------------------- | -------------------------------------- | -------------------------------------- |
| Positie:                               | 22                                     | 3                                      | 4                                      | 7                                      | 10                                     | 12                                     | 18                                     | 19                                     | 16                                     | 17                                     | 23                                     | uit                                    |